# Гедехен, Адольф Александрович
Адольф Александрович Гедехен (нем. Adolf Alexander Goedechen; 1805—1884) — медик Российской империи, профессор и директор Санкт-Петербургского повивального института, доктор медицины, действительный статский советник.

## Биография
Адольф Александр Гедехен родился 22 февраля (6 марта) 1805 года в Дерпте. Высшее образование получил на медицинском факультете Дерптского университета (1823—1828).
После сдачи докторского экзамена в мае 1828 года поступил на службу в Российский императорский флот и во время русско-турецкой войны (1828—1829) служил судовым врачом на фрегате «Лович».
После войны он перешёл в гражданское ведомство и долгое время был профессором и директором Повивального института при Воспитательном доме города Санкт-Петербурга.
В 1848—1862 годах служил врачом при канцелярии министерства финансов Российской империи; 8 марта 1845 года был произведён в статские советники, 18 марта 1868 года — в действительные статские советники; был награждён орденами: Св. Анны 2-й ст. с императорской короной (1850), Св. Владимира 3-й ст. (1863),
Св. Станислава 1-й ст. (1867).
За заслуги ему было пожаловано потомственное дворянство.
Умер 27 марта (8 апреля) 1884 года и был погребён в Санкт-Петербурге на Смоленском Евангелическом кладбище .
Помимо трудов по медицинской тематики, им был написан некролог Александра Ивановича Грубера (СПб., «Медико-статистические известия», 1847).
Был женат на Генриетте-Эмилии Дорнаус (1822—1900). Их дети:
- Александр (1849—1934), окончил в 1869 году Александровский лицей, умер в Ницце, тайный советник (1913)[3]
- Генриетта (1851—1929) — жена действительного статского советника барона Фердинанда фон Бистром (1845—1915); похоронена на кладбище Тестаччо[4].